# Unió Nacional de Societats de Sufragi Femení (NUWSS)
La Unió Nacional de Societats de Sufragi Femení [National Union of Women Suffrage Societies (NUWSS)], també coneguda com les «sufragistes» (que no s'han de confondre amb les suffragettes) va ser una organització fundada l'any 1897 que aplegava les societats de sufragi femení de tot el Regne Unit. El 1919 va ser rebatejada com a Unió Nacional de Societats per la Igualtat de Ciutadania [National Union of Societies for Equal Citizenship].

## Formació i campanya
L'organització va ser fundada l'any 1897 per la fusió de la Societat Nacional Central per al sufragi femení i el Comitè Central de la Societat Nacional per al sufragi femení, grups que s'havien dividir originalment el 1888. Aplegava totes les activistes en favor del sufragi femení de la Gran Bretanya i va permetre dur a terme accions a escala nacional.
Els grups es van unir sota el lideratge de Millicent Fawcett, que va ser la presidenta de la societat durant més de vint anys. L'organització, constituïda sobre tot per dones de classe mitjana, i algunes de classe treballadora, era democràtica i no militant, i es plantejaven l'objectiu d'aconseguir el sufragi femení per mitjans pacífics i legals, en particular presentant projectes de llei i celebrant reunions per explicar i promoure els seus objectius.
El 1903, davant la manca de resultats, la Unió Social i Política de Dones (WSPU, les «sufragettes»), liderada per Emmeline Pankhurst, que volia emprendre una acció més militant, es va separar de la NUWSS. No obstant això, la NUWSS va continuar creixent, i el 1914 tenia més de 500 sucursals a tot el país unides en 16 federacions, amb més de 100.000 membres.

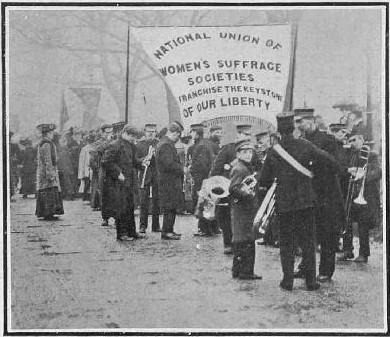
La banda en la «Marxa del Fang»

Per a les eleccions generals de 1906, el grup va formar comitès a cada circumscripció per persuadir els partits locals de seleccionar candidats favorables al sufragi.
El NUWSS va organitzar la seva primera gran manifestació a l'aire lliure, que va ser coneguda com la «Marxa del fang», el 9 de febrer de 1907. Una quarantena d'organitzacions de tot el país es van congregar prop de Hyde Park Corner, a l'estàtua d'Aquil·les, per participar-hi.
La senyora Fawcett va dir en un discurs el 1911 que el seu moviment era «com el d'una glacera; lent però imparable».

## Biaix polític
Seguint la seva política no militant, fins al 17 de juliol de 1912, la NUWSS no es va aliar amb cap partit, sinó que va fer campanya en defensa dels candidats electorals individuals que donaven suport al vot de les dones. La NUWSS escrivia cartes als polítics, publicava als diaris, distribuïa literatura gratuïta, reivindicant el vot per a les dones en els mateixos termes que el tenien els homes. Confiaven que aquesta proposta tindria més probabilitats de trobar suport i comptaven que el Partit Liberal, guanyés les eleccions i introduís el dret de vot per a les dones.

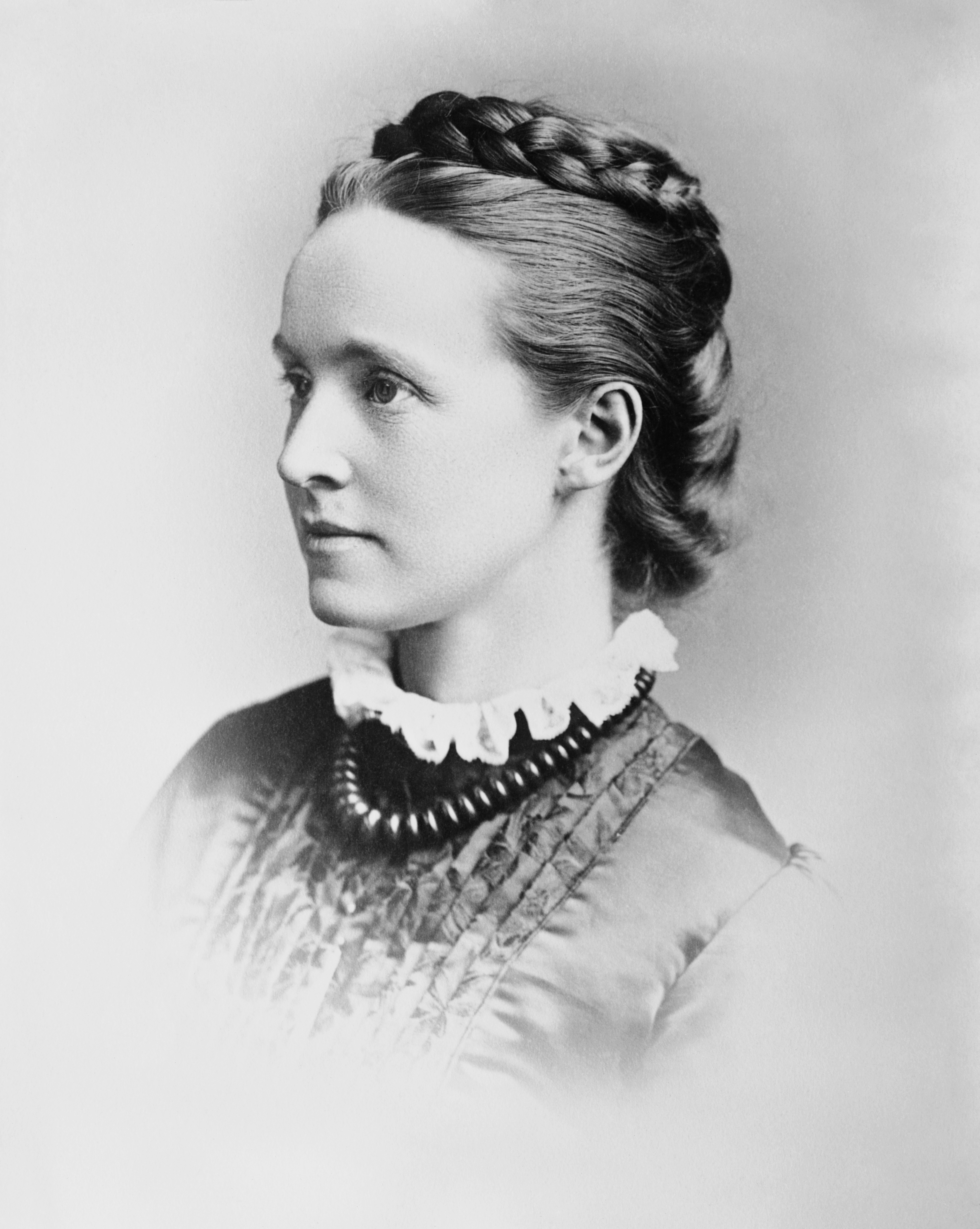
Millicent Fawcett

Al Parlament, el projecte de llei de conciliació de 1911 va ajudar a canviar aquesta posició. El projecte de llei va tenir el suport majoritari, però es va veure frustrat per la falta de temps per aprovar-lo. El govern liberal es va basar en el Partit Parlamentari irlandès nacionalista per obtenir una majoria i va insistir perquè es deixés temps a l'aprovació d'un altre projecte de llei d'autonomia irlandesa, però el president unionista, Sir James Lowther, es va oposar als vots de les dones. En conseqüència, no es va convertir en llei.

Els laboristes a partir de 1903 es van lligar en una aliança amb els liberals i el seu lideratge es va dividir en el tema de l'emancipació femenina. Tanmateix, la conferència del partit de 1913 va acordar oposar-se a qualsevol projecte de llei de sufragi que no inclogués l'extensió del sufragi per a les dones després que una campanya de sufragistes al nord-oest d'Anglaterra canviés efectivament l'opinió del partit. El partit va donar suport constantment al sufragi femení durant els anys anteriors a la guerra.

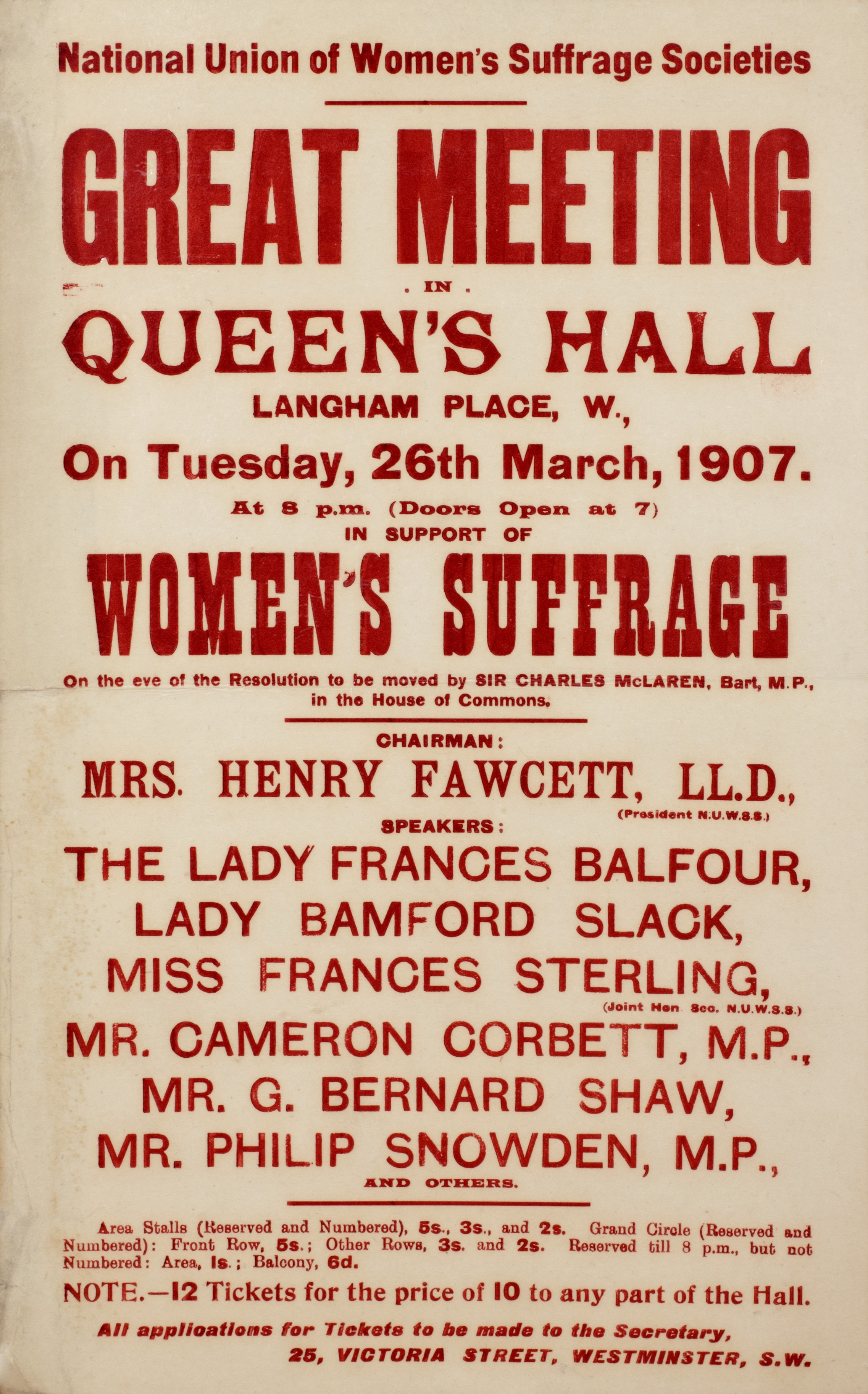

Fawcett, una liberal, es va indignar amb les tàctiques dilatòries d'aquest partit i va ajudar els candidats laboristes contra els liberals en temps de les eleccions. El 1912 la NUWSS va establir el comitè del Fons de lluita electoral (EFF) dirigit per Catherine Marshall. El comitè va donar suport als laboristes i el 1913–14 l'EFF va intervenir en quatre eleccions parcials, de manera que encara que els laboristes no en van guanyar cap, els liberals en van perdre dues.
La NUWSS, en aliar-se amb els laboristes, va intentar pressionar els liberals, perquè el futur polític dels liberals depenia que els laboristes es mantinguessin febles.

## NUWSS durant la Primera Guerra Mundial
La NUWSS es va dividir entre la majoria, que donava suport a la guerra, i la minoria, que s'hi oposava. Durant la guerra. el grup va crear un registre d'ocupació perquè es poguessin cobrir els llocs de treball dels que estaven servint al front. La NUWSS va finançar unitats hospitalàries de dones, que només empraven dones metgesses i infermeres, que van servir durant la Primera Guerra Mundial a França, com ara els Hospitals de Dones Escoceses per al Servei Exterior (SWH).

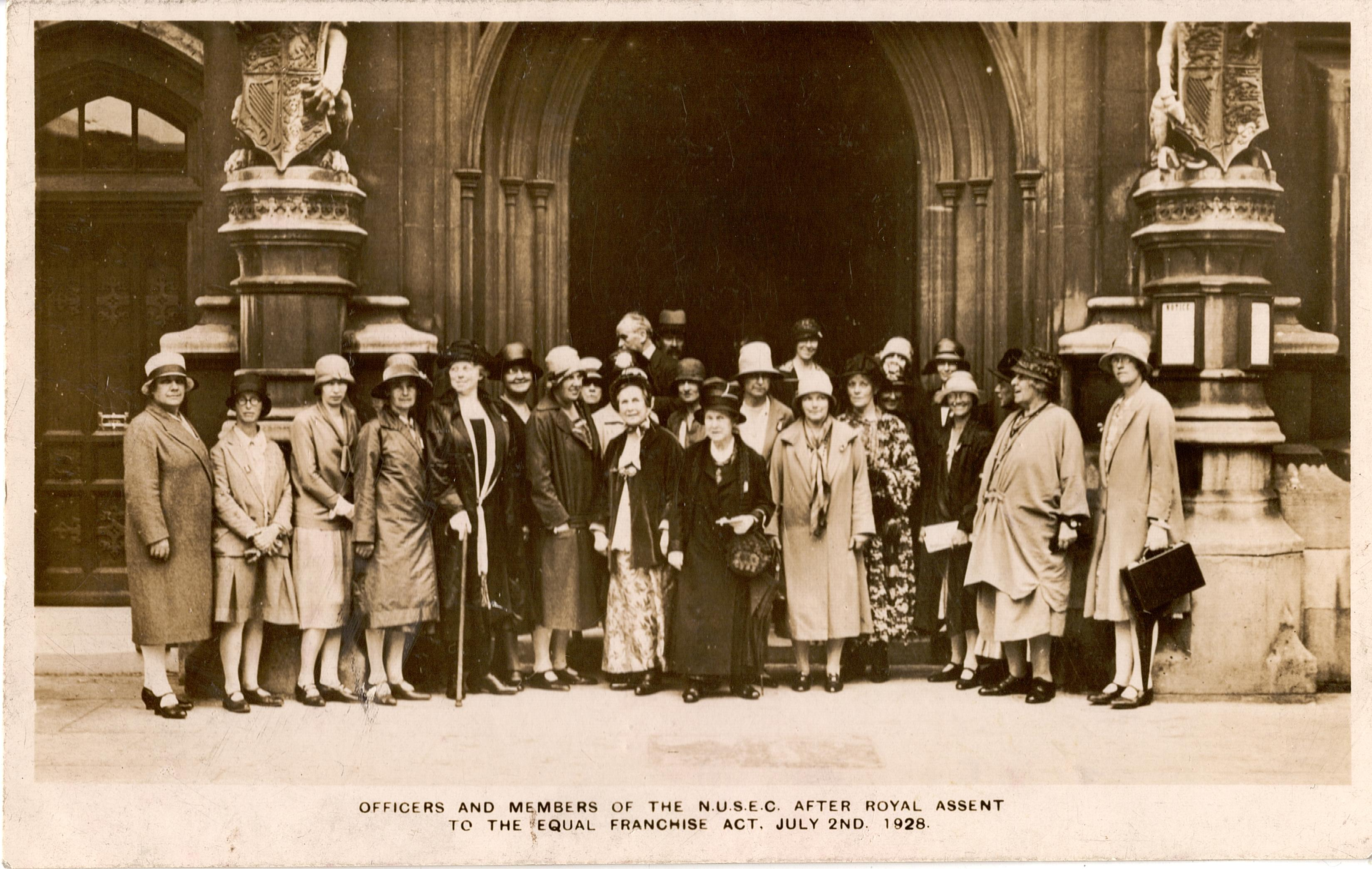
Oficials i membres de la Unió Nacional de Societats per a la Igualtat de Ciutadania després de l'aprovació reial de la Llei de franquícies iguals el 2 de juliol de 1928

La NUWSS va donar suport al projecte de llei de sufragi femení aprovat per una Conferència de Portaveus tot i que no va concedir el sufragi igualitari pel qual l'organització havia fet campanya.

## Activitats posteriors a la Primera Guerra Mundial
El 1919, la NUWSS es va rebatejar com a Unió Nacional de Societats per la Igualtat de Ciutadania i va continuar sota el lideratge d' Eleanor Rathbone. Es va centrar en una campanya per igualar el sufragi, que es va aconseguir el 1928. Després es va dividir en dos grups, el National Council for Equal Citizenship, un grup de curta durada que es va centrar en altres campanyes d'igualtat de drets, i la Union of Townswomen's Guilds, que es va centrar en l'educació i el benestar de les dones.

## Membres notables de la NUWSS
- Margaret Aldersley
- Catherine Alderton
- Betty Balfour
- Florence Balgarnie
- Anna Barlow
- Annie Besant
- Vera Brittain
- Elizabeth Cadbury
- Margery Corbett Ashby
- Lady Florence Dixie
- Millicent Fawcett
- Helen Fraser
- Alison Garland
- Sarah Grand
- Katherine Harley
- Margaret Hills (née Robertson)
- Louisa Lumsden
- Margaret MacDonald
- Chrystal Macmillan
- Louisa Martindale
- Catherine Osler
- Clara Rackham
- Eleanor Rathbone
- Amelia Scott
- Evelyn Sharp
- Nessie Stewart-Brown
- Janie Terrero
- Laura Veale
- Mary Ward
- Edith Grey Wheelwright
- Ellen Wilkinson

## Arxius
Els arxius de la Unió Nacional de Societats de Sufragi Femení es troben a The Women's Library de la Biblioteca de la London School of Economics.

## Commemoració
El 2022, English Heritage va anunciar que la NUWSS es commemoraria amb una placa blava al lloc de la seva seu a Westminster durant els anys immediatament anteriors a l'aprovació de la Llei de representació del poble de 1918